# (391795) Univofutah
(391795) Univofutah est un astéroïde de la ceinture principale.

## Description
(391795) Univofutah est un astéroïde de la ceinture principale. Il fut découvert le 8 septembre 2008 à Tooele par Patrick Wiggins. Il présente une orbite caractérisée par un demi-grand axe de 2,73 UA, une excentricité de 0,13 et une inclinaison de 11,0° par rapport à l'écliptique.

## Compléments